# دكتور ماريو إكسبريس
دكتور ماريو إكسبريس (بالإنجليزية: Dr. Mario Express)‏ ، هي لعبة فيديو إلكترونية من نوع ألغاز، أنتجت شركة أريكا سنة 2008 ونشرت نينتندو اليابانية.